# Arne Landgraf
Arne Landgraf (* 18. November 1977 in Neumünster) ist ein ehemaliger deutscher Ruderer und Gymnasiallehrer.

## Erfolge
Landgraf trainierte zur Vorbereitung auf (internationale) Wettkämpfe unter anderem bei Dieter Grahn. Bei den Ruder-Weltmeisterschaften 2002 in Sevilla errang er im Vierer mit Steuermann die Silbermedaille. Im Jahr darauf trat er bei den Ruder-Weltmeisterschaften in Mailand in derselben Bootsklasse an und gewann Bronze. Außerdem nahm er beim Deutschen Meisterschaftsrudern in den Jahren 1997, 1998, 1999, 2002, 2003 und 2004 teil.

## Akademische Karriere
Nach seiner aktiven Zeit im Rudersport studierte Landgraf an der Technischen Universität Dortmund die Fächer Englisch und Sport für das Gymnasiallehramt. Heute ist er Lehrer an einem Dortmunder Gymnasium.